# What If... (película)
What If... es un drama cristiano de 2010 dirigido por Dallas Jenkins. Está protagonizada por Kevin Sorbo, Kristy Swanson, Debby Ryan y John Ratzenberger de Pixar. La película fue estrenada en cines el 20 de agosto de 2010. Es la primera película de una asociación de dos películas entre Jenkins Entertainment y Pure Flix Entertainment.

## Trama
Hace quince años, Ben Walker (Kevin Sorbo) decidió dejar a su novia de la universidad, Wendy (Kristy Swanson) y, en última instancia, su fe, con el fin de llevar a cabo una lucrativa oportunidad de negocio. Así, se graduó primero de su clase de la Escuela de Negocios de Harvard en lugar de recibir un doctorado en Teología con especialización en Arqueología Bíblica.
En el presente, Ben se ha convertido en un mago de las finanzas como la cabeza de su compañía, y acaba de proponer matrimonio a una novia encantadora y materialista. Cuando su auto se descompone en el camino hacia el aeropuerto, él es visitado por un mecánico brusco pero angelical (John Ratzenberger), quien le dice que tiene que ver lo que su vida hubiera sido como si hubiera seguido el llamado de Dios. De repente, Ben se encuentra en una realidad alternativa. En ella, está casado con Wendy, y tiene dos hijas: una adolescente rebelde llamada Kimberly (Debby Ryan), y la hermana menor de Kimberly, Megan (interpretado por la debutante Taylor Groothuis), y está preparando para la iglesia el domingo por la mañana, donde está programado para dar su primer sermón como nuevo pastor. El mecánico explica que esta es una experiencia que Dios ha puesto en marcha para mostrar a Ben lo que habría pasado si él hubiera aceptado su otra profesión, el gran ¿Qué hubiera pasado si...?
Si Ben quiere volver a su antigua vida, lo primero que debe aprender a apreciar el valor de la fe y la familia, y tal vez redescubrir el amor de su vida. En la tradición de que es una vida maravillosa y el hombre de familia, What If... cuenta la historia de un hombre cuya idea de lo que se está perdiendo lo recuerda de lo que realmente quiere.

## Producción
What If... fue filmado 28 junio-14 de julio de 2009, en su mayoría en Manistee, Míchigan en 10 Studios West, con un poco de rodaje hecho en Grand Rapids, Michigan. Jenkins Entertainment es propiedad de Jerry B. Jenkins y es operado por su hijo Dallas Jenkins. Jerry servirá como productor ejecutivo y Dallas dirigirá ambas películas. Pure Flix Entertainment producirá y supervisará la comercialización y distribución para las películas.

## Lanzamiento
What If... se proyectó en la conferencia el Gremio de Escritores del cristiano en Denver, Colorado. El público, que incluía a Jerry B. Jenkins y su esposa, dio a la película una ovación de pie.